# Welles-Pérennes
Welles-Pérennes település Franciaországban, Oise megyében. Lakosainak száma 238 fő (2022. január 1.). Welles-Pérennes Broyes, Crèvecœur-le-Petit, Ferrières, La Hérelle, Plainville, Royaucourt, Sains-Morainvillers, Le Cardonnois és Mesnil-Saint-Georges községekkel határos.

## Népesség
A település népessége az elmúlt években az alábbi módon változott:
| Lakosok száma | 255  | 260  | 261  | 255  | 252  | 248  | 247  | 244  | 238  |
|               | 2013 | 2015 | 2016 | 2017 | 2018 | 2019 | 2020 | 2021 | 2022 |